# Satrap
Satrapul (persana veche: Xšaçapāvā) este guvernatorul al unei provincii (satrapii) din vechiul Imperiu Persan. Această funcție a fost introdusă de regele Darius I când imperiul era subîmpărțit în 29 de satrapii. Satrapul avea rolul de încasa impozitul, în caz de război să asigure trupe regelui. Satrapul este amintit în scrierile lui Herodot. Această organizare administrativă a fost preluată în parte de Alexandru cel Mare și ulterior de Imperiul Seleucid.
Numiți de regi, satrapii făceau, de obicei, parte din familia regală sau din nobilimea persană și își mențineau funcția pe o perioadă nedefinită. Ei adunau taxele. 